# 이저벨라 호프먼
이저벨라 호프먼(영어: Isabella Hofmann, 1958년 12월 11일 ~ )은 미국의 배우이다. 애로우버스에서 마틴 스타인 교수의 부인 클러리사 스타인 역으로 출연한다.

## 출연 작품
- 웨스트 엔드 (2014)
- 드리머 (2013)
- 크리미널 마인드 7 (2011)
- 버레스크 (2010)
- 리틀 체니어 (2006)
- 헬터 스켈터 (2004)
- 프린세스 다이어리 2 (2004)
- 라스트 서바이버 (2000)
- 마견 2 (1998)
- 팬더 대소동 (1995)
- 르네상스 맨 (1994)
- 트립와이어 (1989)
- AFT의 학살 (1989)
- 더 타운 불리 (1988)